# Epipocus tibialis
Epipocus tibialis es una especie de coleóptero de la familia Endomychidae.

## Distribución geográfica
Habita en México, Belice y Guatemala.